# Neoplatyura flava
Neoplatyura flava is een muggensoort uit de familie van de Keroplatidae. De wetenschappelijke naam van de soort is voor het eerst geldig gepubliceerd in 1826 door Macquart.